# Jorge de Coimbra
Jorge de Coimbra († 12. März 1569) war ein katholischer Geistlicher.

## Leben
Coimbra wurde am 9. Oktober 1545 zum Bischof von Ceuta in Spanien ernannt. Dieses Amt hatte er bis zu seinem Tod 1569 inne. Sein Nachfolger wurde 1670 der Bischof von Tanger, der das Bistum Ceuta-Tanger leitet.